# Intelsat 702
Intelsat 702 (ang. International Telecommunications Satellite) – satelita telekomunikacyjny należący do operatora Intelsat, międzynarodowego giganta w tej dziedzinie.
Intelsat 702 został wyniesiony na orbitę 17 czerwca 1994. Znajduje się na orbicie geostacjonarnej (nad równikiem). Pracował na kilku pozycjach, obecnie znajduje się na 33 stopniu długości geograficznej wschodniej. Nadaje dane (dostęp do Internetu) do odbiorców w Europie, Afryce, Azji i w rejonie Oceanu Indyjskiego.